# Paramaevia michelsoni
Paramaevia michelsoni är en spindelart som först beskrevs av Barnes 1955.  Paramaevia michelsoni ingår i släktet Paramaevia och familjen hoppspindlar. Inga underarter finns listade i Catalogue of Life.